# Racięcice
Racięcice – wieś w Polsce położona w województwie wielkopolskim, w powiecie konińskim, w gminie Sompolno, na obszarze Pojezierza Kujawskiego, ok. 2 km na południowy wschód od drogi nr 266. 
Osadnictwo na obszarze współczesnych Racięcic istniało w okresie kultury przeworskiej. Pierwsza wzmianka o Racięcicach pochodzi z 1416 r. Była własnością szlachecką. W XIX w. była tu cegielnia. W latach 1975–1998 miejscowość administracyjnie należała do województwa konińskiego. W roku 2009 liczyła 413 mieszkańców.
Parafia Narodzenia Najświętszej Maryi Panny w Racięcicach należy do dekanatu sompoleńskiego (diecezja włocławska), a proboszczem jest ks. Zbigniew Barcz.
W roku 2008 68,8% wszystkich gruntów wsi stanowiły użytki rolne, 28,7% użytki leśne oraz grunty zadrzewione, 1,9% nieużytki i 0,6% grunty zurbanizowane i zabudowane. Spośród użytków rolnych, 89,6% stanowiły grunty orne, 9,4% łąki i pastwiska trwałe, a 1% sady.
We wsi funkcjonuje jednostka Ochotniczej Straży Pożarnej. 

## Części wsi
| SIMC    | Nazwa             | Rodzaj    |
| ------- | ----------------- | --------- |
| 0295768 | Bagno             | część wsi |
| 0295774 | Racięcice-Kolonia | część wsi |

## Zabytki
W miejscowości znajduje się zabytkowy neogotycki kościół Narodzenia Najświętszej Maryi Panny z 1900 r. W skład zabytkowego zespołu kościoła NMP należy także cmentarz i ogrodzenie. W kościele znajdują się rzeźby rokokowe przedstawiające św. Marka i św. Mateusza oraz figura Chrystusa Zmartwychwstałego prawdopodobnie z XVI wieku. Do czasu kradzieży w 1985 r., w ołtarzu głównym znajdowała się gotycka figura Matki Boskiej z Dzieciątkiem z pierwszej połowy XV wieku.
Według gminnej ewidencji zabytków we wsi znajdują się także:
- w zespole kościoła NMP – plebania z drugiej połowy XIX wieku oraz jej ogrodzenie z ok. 1900 roku;
- cmentarz rzymskokatolicki z początku XX wieku[7].